# USS Dewey (DDG-105)

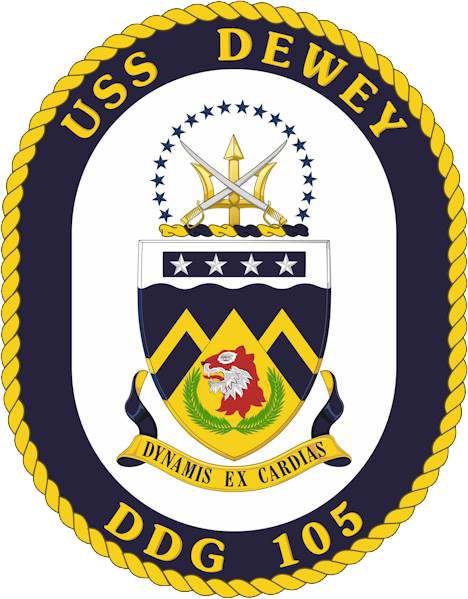
Емблема корабля

USS Dewey (DDG-105) — ескадрений міноносець КРО типу «Арлі Берк» ВМС США, серії IIa з 127/62-мм АУ. П'ятдесят п'ятий корабель цього типу в складі ВМС США, будівництво яких було схвалено Конгресом США..

## Назва

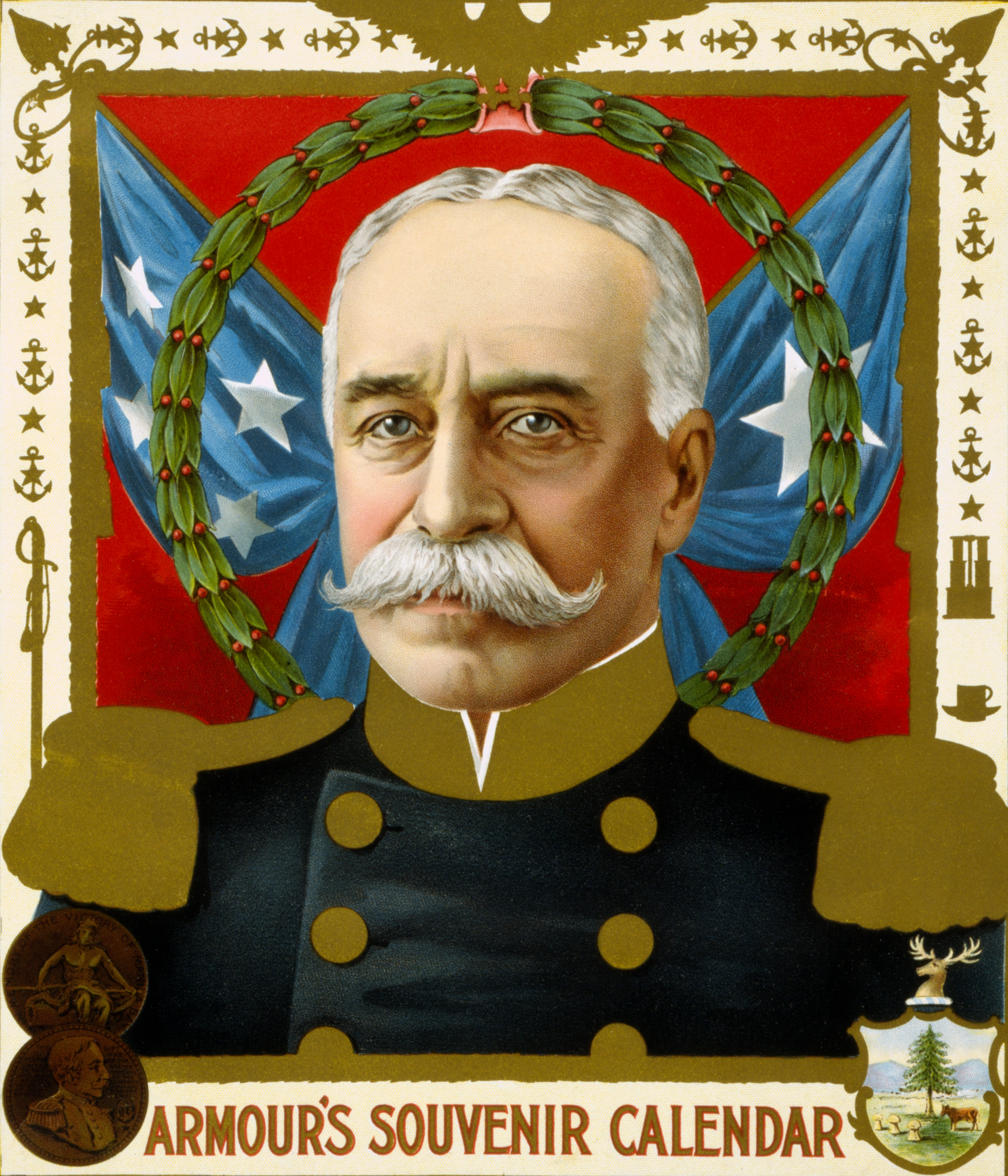
Адмірал ВМС Джордж Дьюї на обкладинці календаря 1899 року

Корабель отримав назву на честь Джорджа Дьюї — американського воєначальника, флотоводця, адмірала ВМС США. Випускника військово-морської академії США. Активного учасника Громадянської та Іспансько-американської війн. За часів іспансько-американської війни командуючи американським флотом, здобув перемогу в битві в Манільській бухті. Єдиний флотоводець Сполучених Штатів, кому присвоєне найвище персональне військове звання у ВМС США — адмірал військово-морських сил Сполучених Штатів.

## Будівництво
Контракт на будівництво був підписаний 13 вересня 2002 року з корабельнею Ingalls Shipbuilding в Паскагула, штат Міссісіпі. Церемонія закладання кола відбулася 12 липня 2006 року. Спущений на воду 26 січня 2008 року. Хрещеною матір'ю стала Деборас Маллен, дружина адмірала Майкла Маллена, голови Об'єднаного комітету начальників штабів США. На 27 квітня 2009 року проходив морські випробування. 17 серпня був переданий ВМС США. 24 листопада вперше прибув в порт приписки Сан-Дієго, штат Каліфорнія, завершивши перехід з корабельні. 6 березня 2010 року вступив до складу ВМС США. Місцем базування є військово-морська база Сан-Дієго, штат Каліфорнія.

## Бойова служба
29 липня 2011 року залишив порт приписки Сан-Дієго для свого першого розгортання в зоні відповідальності 5-го і 7-го флоту США, з якого повернувся 27 лютого 2012 року.
4 серпня 2012 корабель вперше перевірив свою тимчасово встановлену систему лазерної зброї Laser Weapon System (LaWS) біля узбережжя Південної Каліфорнії. Під час випробувань системою був успішно збитий безпілотний літальний апарат.
У квітні 2013 року Дьюї був обладнаний системою лазерної зброї (LaWS). Це експериментальна зброя, яку можна використовувати для відключення невеликих човнів та безпілотників.
У 2013 році брав участь в різних навчаннях біля узбережжя Південної Каліфорнії.
22 серпня 2014 року залишив порт приписки для запланованого розгортання на Близькому Сході, з якого повернувся 4 червня 2015 року.
9 липня 2015 року BAE Systems отримала контракт вартістю 11 млн доларів США на проведення запланованого ремонту, який повинен бути завершений до січня 2016 року. 26 серпня прибув на верф компанії Huntington Ingalls Industries (HII) Continental Maritime з Сан-Дієго для проходження п'ятимісячного ремонту.
25 березня 2016 року повернувся до порт приписки після завершення ремонту і морських випробувань. У вересні взяв участь у підготовці до майбутнього розгортання.
31 березня 2017 року залишив порт приписки для запланованого розгортання в західній частині Тихого океану. 11 квітня прибув з візитом на військово-морську базу Перл-Харбор, Гаваї, який тривав тиждень. 28 квітня прибув з триденним візитом в Апра, Гуам. 15 травня прибув з коротким візитом в Субик-Бей, Республіка Філіппіни, для дозаправки після 10-денного патрулювання в Південно-Китайському морі. За повідомленням від 25 травня пройшов в 12 морських милях (приблизно 22 кілометри) від рифу архіпелагу Спратлі в Південно-Китайському морі, на які претендує Китай.
16 червня 2017 року «Дьюї» надав допомогу USS Fitzgerald після його зіткнення з японським контейнеровозом ACX Crystal ACX Crystal.
6 грудня 2018 року залишив порт приписки Сан-Дієго для запланованого розгортання в Індо-Тихоокеанському регіоні.
У 2020 році есмінець отримав на озброєння нову лазерну зброю проти дронів — ODIN. Такого типу лазери призначені для того, щоб «відволікти» або «засліпити» безпілотник, а не знищити його. Вони також можуть вивести з ладу оптичні датчики на Дроні.
З 17 по 31 серпня 2020 року есмінець взяв участь у Міжнародних морських навчаннях  RIMPAC 2020.
8 вересня 2021 року прибув до свого нового місця дислокації в порт Йокосука, який знаходиться в зоні відповідальності сьомого флоту ВМС США.

## Командири
- Джон К. Говард (серпень 2010 — серпень 2012 року)
- Джейк Б. Дуглас (серпень 2012 — березень 2014 року)
- Мікаель А. Рокстад (березень 2014 року — серпень 2015 року)
- Abigail Hutchins (серпень 2015 — лютий 2017 року)
- Ентоні Л. Веббер (лютий 2017 року — червень 2018 року)
- Пол Лоріо (червень 2018 року — жовтень 2019 року)
- Ніл Р. Габріель (з жовтня 2019 року)